# SkyUp
A SkyUp ukrán diszkont légitársaság, amely  2018. május 21-én kezdte meg a működését. Bázisrepülőtere a Boriszpili nemzetközi repülőtér, további csomóponti repülőterei a Lviv-Danilo Halickij nemzetközi repülőtér, a Harkivi nemzetközi repülőtér és az Odesszai nemzetközi repülőtér. Fő célállomásai a Közel-Keleten, Észak-Afrikában, Dél-Európában és Kelet-Európában találhatók. A légitársaság flottája 10 repülőgépből áll, amelyek mind a Boeing 737 különféle változatai.

## Története
A légitársaságot 2016-ban alapították magánszemélyek. A légitársaság indulását 2017. december 14-én jelentették be. 2018 áprilisában kezdődött a jegyértékesítés, majd ténylegesen 2018. május 21-én kezdte meg a működését egy Kijev-Zsuljani – Sarm es-Sejk járattal. A légitársaság többségi tulajdonosa az ACS-Ukrajina Kft., amely Tetyana Alba és Jurij Alba tulajdonában van. Ugyancsak ők a Join UP! utazási iroda tulajdonosai is. A légitársaság és az utazási iroda közös utazási csomagokat is kínál. A légitársaság az első évben elsősorban nemzetközi charterjáratokat teljesített az Ukrajnában népszerű nyári üdülőhelyekre (pl. Egyiptomban, Törökországban), valamint Ukrajnában indított belföldi járatokat.
2019 áprilisában a SkyUp partnerségi szerződést kötött a Sahtar Doneck focicsapattal, amelynek értelmében a légitársaság egyik gépe a Sahtar lógójával ellátott speciális festést kapott, és a focicsapat a következő két évben a meccseire ezzel a géppel fog utazni.
2020 februárjában az ukrán kormány a SkyUp légitársasággal kötött szerződést a koronavírus járvány miatt külföldön rekedt ukrán állampolgárok evakuálására. Elsőként Vuhanból szállítottak haza ukrán állampolgárokat. (A Vuhanba történő repülést csak a SkyUp vállalta az ukrán légitársaságok közül.)

## Flotta

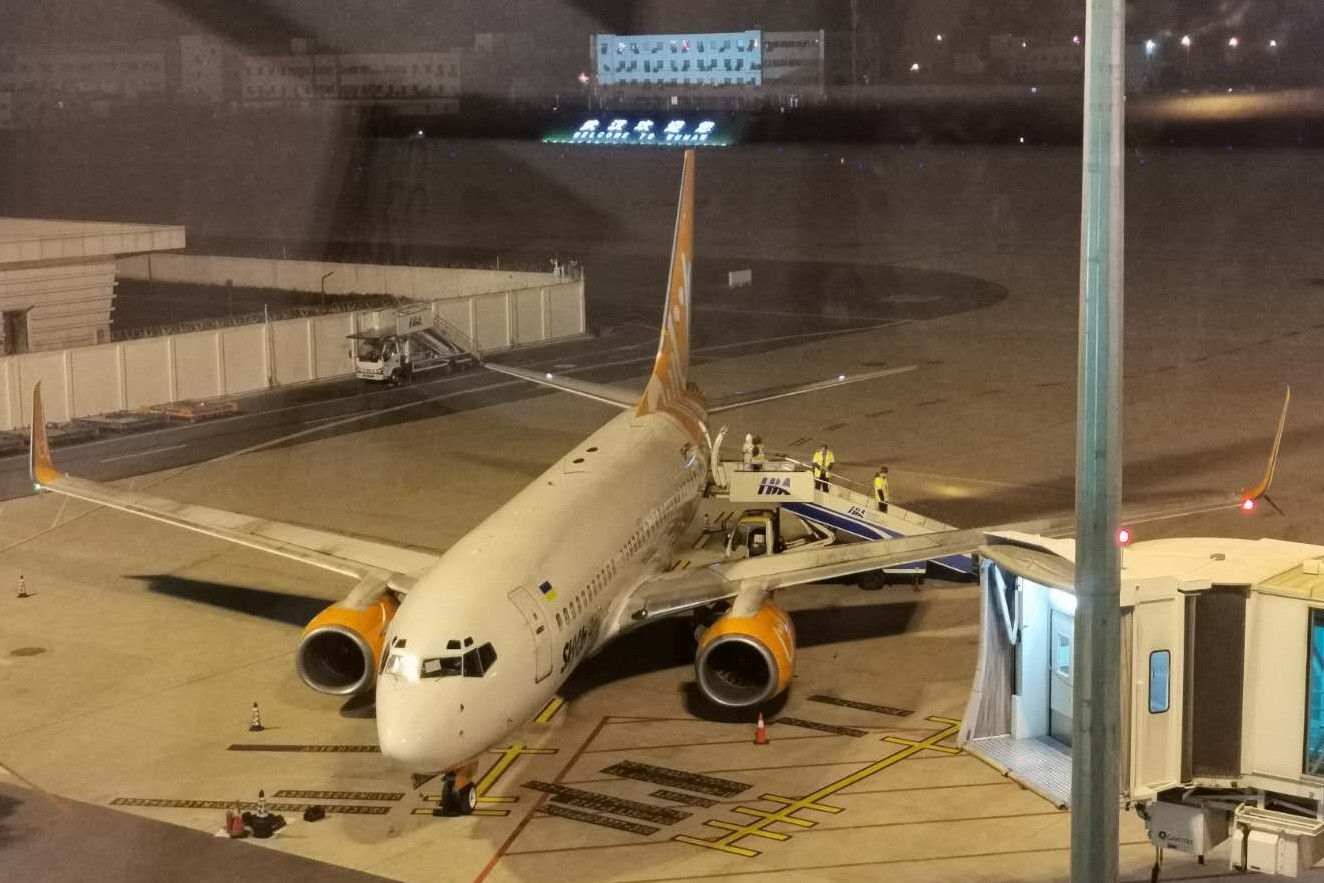
A SkyUp repülőgépe Vuhanban 2020. február 19-én

A légitársaság 2018 tavaszán három 189 személyes Boeing 737–800-as utasszállítóval kezdte el a működését. A következő időszakban további gépek csatlakozta a flottához, a Boeing 737–800-as mellett Boeing 737–700-as és Boeing 737–900ER változatok is. 2018 augbusztusában már nyolc géppel rendelkezett, majd a flotta nagysága a 2019 végére 12 darabosra nőtt. 2020. januári állapot szerint a légitársaság 11 darab repülőgépet üzemeltet és további 9 repülőgép van rendelés alatt.
2018 márciusában a cég Boeing 737 MAX 8 és MAX 9-es gépek vásárlására írt alá szerződést a gyártóval, mellette további öt gépre született opciós szerződés. A gépek szállítása 2023-tól indul.
A légitársaság flottája 2021 augusztusában:
- Boeing 737–800 NG (189 férőhely) – 8 db
- Boeing 737–700 NG (149 férőhely) – 2 db
- Boeing 737–900 ER (215 férőhely) – 4 db

## Célállomások

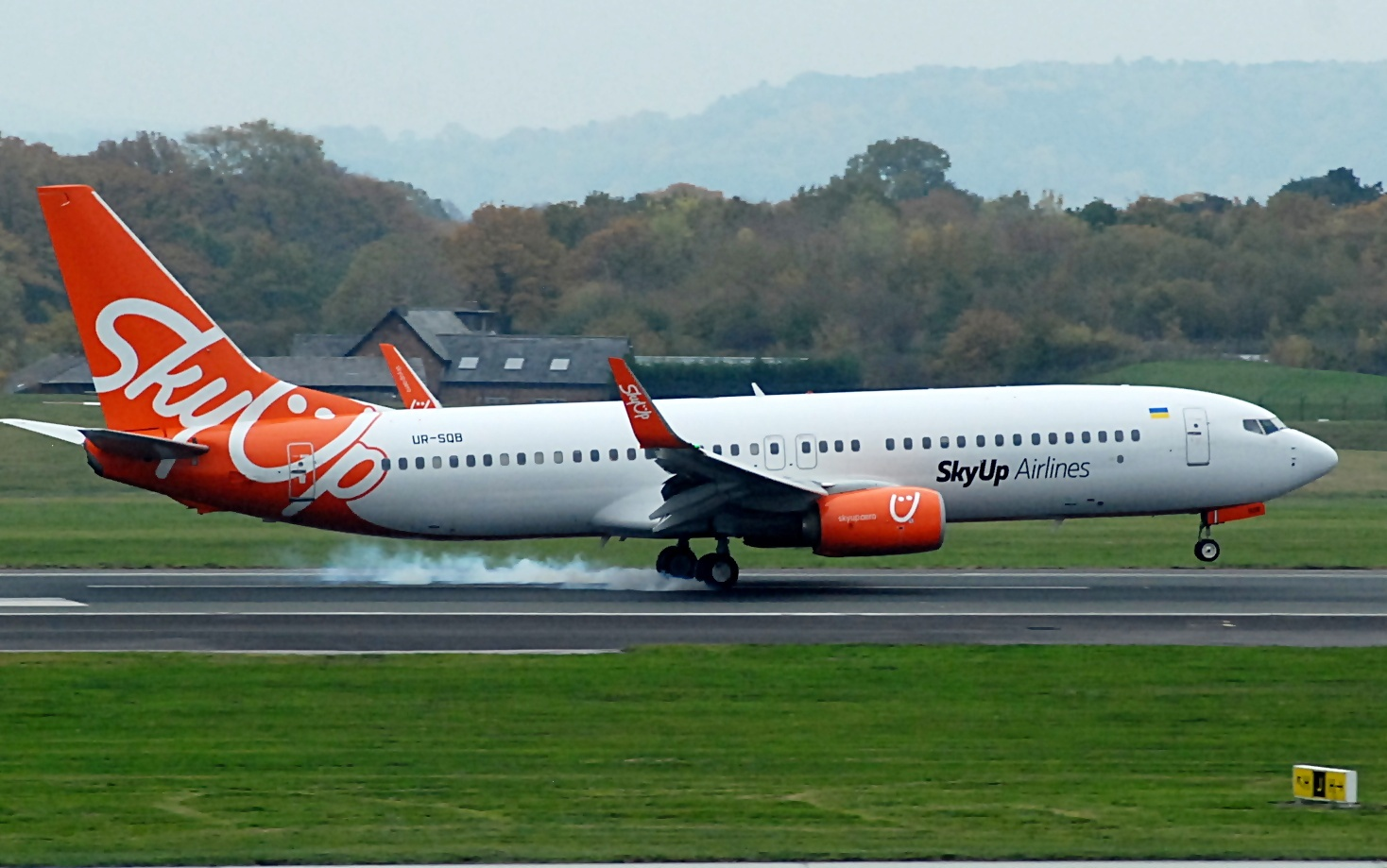
A SkyUp Boeing 737–800-as gépe Manchesterben

## Célállomások[8]

### Nemzetközi járatok
A légitársaság indulásakor, 2018 tavaszán 16 célállomásra indított charterjáratokat. Ezek főleg az ukrán turisták körében népszerű közel-keleti, földközi-tengeri (olaszországi, spanyolországi) és észak-afrikai üdülőhelyeket jelentették.
2018 októberében indította el a cég menetrend szerinti járatait Kijevből Grúziába (Tbiliszi, Batumi), Bulgáriába (Szófia), Szlovákiába (Poprád). Ekkor kezdett repülni a Spanyolországban Barcelonába, Alicantéba és Tenerifére, Olaszországban Cataniába, Nápolyba és Riminibe), valamint Cipruson Larnakába.
2019. október 29-én nyílt meg a Harkiv–Tbiliszi járat, majd 2019. november 24-én a Lviv–Tel-Aviv, december 5-én a Zaporizzsja–Tel-Aviv járat.
2020. január 17-től ideiglenesen szüneteltették az Egyesült Arab Emírségekbe induló járataikat az iráni légtér lezárása miatt, amire az UIA ukrán légitársaság utasszállító repülőgépének Teherán fölött lelövése miatt került sor

### Belföldi járatok
A SkyUp 2018 augusztusában indította el első menetrend szerint belföldi járatát a Kijev–Odessza és a Harkiv–Odessza vonalon. Később ehhez csatlakozott a Lviv–Odessza járat is. Majd 2018. október 17-én elindult a Harkiv–Lviv járat (hetente kétszer), október 25-én pedig a Harkiv–Kijev járat (hetente háromszor). A Kijev–Odessza járat ára egy útra 500 hrivnya (kb. 6 ezer Ft), a Kijev–Harkiv 498 hrivnya, a Kijev–Lviv járat 639 hrivnya csomagok nélkül. A csomagok és a kiegészítő szolgáltatások felárasok. Kijevben a Zsuljani repülőteret és a Boriszpili repülőteret is használja.